# Quận Crittenden, Arkansas
Quận Crittenden là một quận thuộc tiểu bang Arkansas, Hoa Kỳ.
Quận này được đặt tên theo Robert Crittenden. Theo điều tra dân số của Cục điều tra dân số Hoa Kỳ năm 2000, quận có dân số 50.866 người. Quận lỵ đóng ở. Marion,6 còn thành phố lớn nhất là West Memphis

## Địa lý
Theo Cục điều tra dân số Hoa Kỳ, quận có diện tích 637 dặm vuông Anh (1.649,8 km2), trong đó có 27 dặm vuông Anh (69,9 km2) là diện tích mặt nước.

### Các xa lộ chính
- Interstate 40
- Interstate 55
- U.S. Highway 61
- U.S. Highway 63
- U.S. Highway 64
- U.S. Highway 70
- U.S. Highway 79
- Highway 38
- Highway 42
- Highway 50
- Highway 77
- Highway 147

### Quận giáp ranh
- Quận Mississippi (đông bắc)
- Quận Tipton, Tennessee & Quận Shelby, Tennessee (đông)
- Quận DeSoto, Mississippi (đông nam)
- Quận Tunica, Mississippi (nam)
- Quận Lee (tây nam)
- Quận St. Francis & Quận Cross (tây)
- Quận Poinsett (tây bắc)

## Thông tin nhân khẩu

Tháp tuổi dân cư quận Crittenden

Theo điều tra dân số 2 năm 2000, quận đã có dân số 50.866 người, 18.471 hộ gia đình, và 13.373 gia đình sống trong quận hạt. Mật độ dân số là 83 người trên một dặm vuông (32/km ²). Có 20.507 đơn vị nhà ở mật độ trung bình của 34 trên một dặm vuông (13/km ²). Cơ cấu điểm chủng tộc của dân cư quận bao gồm 50,91% người da trắng, 47,05% da đen hay Mỹ gốc Phi, 0,24% người Mỹ bản xứ, 0,47% châu Á, Thái Bình Dương 0,02%, 0,66% từ các chủng tộc khác, và 0,64% từ hai hoặc nhiều chủng tộc. 1,42% dân số là người Hispanic hay Latino thuộc một chủng tộc nào.
Có 18.471 hộ, trong đó 37,40% có trẻ em dưới 18 tuổi sống chung với họ, 45,80% là đôi vợ chồng sống với nhau, 21,30% có nữ hộ và không có chồng, và 27,60% là các gia đình không. 23,70% hộ gia đình đã được tạo ra từ các cá nhân và 8,00% có người sống một mình 65 tuổi hoặc lớn tuổi hơn là người. Cỡ hộ trung bình là 2,72 và cỡ gia đình trung bình là 3,23.
Về tháp tuổi, cơ cấu độ tuổi của quận đã được trải ra với 31,10% dưới độ tuổi 18, 9,40% 18-24, 29,10% 25-44, 20,50% từ 45 đến 64, và 9,90% từ 65 tuổi trở lên người. Độ tuổi trung bình là 32 năm. Đối với mỗi 100 nữ có 91,00 nam giới. Đối với mỗi 100 nữ 18 tuổi trở lên, đã có 85,00 nam giới.
Thu nhập trung bình cho một hộ gia đình trong quận đạt 30.109 USD, và thu nhập trung bình cho một gia đình là 34.982 USD. Phái nam có thu nhập trung bình 31.299 USD so với 21.783 đô la Mỹ của phái nữ. Thu nhập bình quân đầu người là 14.424 USD. Có 21,00% gia đình và 25,30% dân số sống dưới mức nghèo khổ, bao gồm 35,30% những người dưới 18 tuổi và 23,70% của những người 65 tuổi hoặc hơn.